# Tomáš Paprstka
Tomáš Paprstka (ur. 1 marca 1992 w Kolínie) – czeski kolarz górski i przełajowy, brązowy medalista mistrzostw świata i wicemistrz Europy MTB oraz mistrz świata juniorów w kolarstwie przełajowym.

## Kariera
Pierwszy sukces w karierze Tomáš Paprstka osiągnął w 2010 roku, kiedy zdobył złoty medal w kategorii juniorów podczas przełajowych mistrzostw świata w Taborze. W tym samym roku wspólnie z kolegami z reprezentacji zdobył brązowy medal w sztafecie cross-country podczas mistrzostw Europy MTB w Hajfie. Ponadto w 2010 roku sztafeta czeska w składzie: Jaroslav Kulhavý, Ondřej Cink, Tomáš Paprstka i Kateřina Nash zdobyła brązowy medal na  mistrzostwach świata MTB w Mont-Sainte-Anne. Nie startował na igrzyskach olimpijskich.